# Rivière au Tonnerre (vattendrag i Kanada, lat 50,27, long -64,78)
Rivière au Tonnerre är ett vattendrag i Kanada.   Det ligger i provinsen Québec, i den östra delen av landet, 900 km nordost om huvudstaden Ottawa.